# Atletismo nos Jogos Pan-Americanos de 1999 - Lançamento de disco masculino
A prova do lançamento de disco masculino nos Jogos Pan-Americanos de 1999 foi realizada em 28 de julho de 1999.

## Medalhistas
| Ouro                                  | Prata                    | Bronze                 |
| Anthony Washington USA Estados Unidos | Alexis Elizalde CUB Cuba | Jason Tunks CAN Canadá |

### Final
| Posição           | Nome                    | Nacionalidade      | Marca | Notas |
| ----------------- | ----------------------- | ------------------ | ----- | ----- |
| Medalha de ouro   | Anthony Washington      | USA Estados Unidos | 64.25 |       |
| Medalha de prata  | Alexis Elizalde         | CUB Cuba           | 61.99 |       |
| Medalha de bronze | Jason Tunks             | CAN Canadá         | 61.76 |       |
| 4                 | Frank Casañas           | CUB Cuba           | 60.20 |       |
| 5                 | Doug Reynolds           | USA Estados Unidos | 59.27 |       |
| 6                 | Marcelo Pugliese        | ARG Argentina      | 56.34 |       |
| 7                 | Julio Piñero            | ARG Argentina      | 55.61 |       |
| 8                 | Jason Gervais           | CAN Canadá         | 55.03 |       |
| 9                 | Kevin Brown             | JAM Jamaica        | 53.16 |       |
| 10                | Alfredo Romero          | PUR Porto Rico     | 51.16 |       |
| 11                | Andrés Solo de Zaldivar | CHI Chile          | 50.35 |       |